# David M. Spratt
Pour les articles homonymes, voir Spratt.
David M. Spratt, né en 1942 à Toronto (Canada), est un parasitologue ayant fait l'essentiel de sa carrière en Australie. Il étudie la biologie et la taxinomie de nématodes, trématodes, cestodes, pentastomides, moustiques et autres nématocères parasites, taons, puces, tiques et acariens parasites des vertébrés australiens.